# Праведники народов мира в Швеции

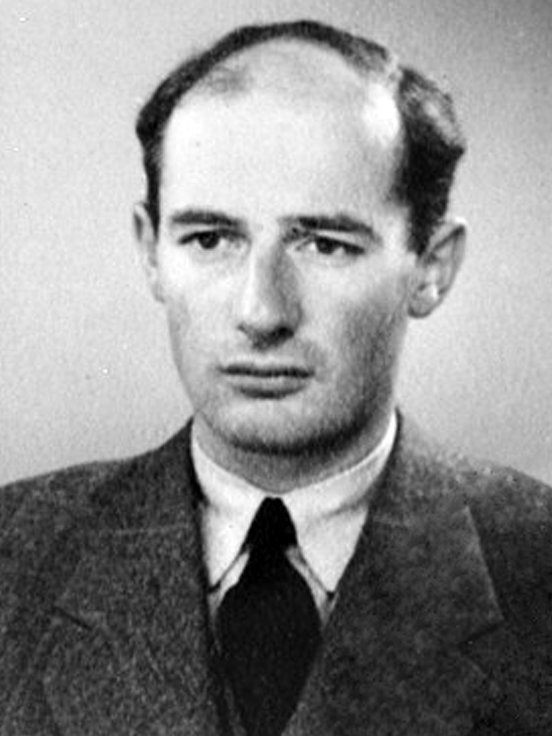
Один из самых известных праведников мира — шведский дипломат Рауль Валленберг

Праведники народов мира в Швеции — шведы, спасавшие евреев в период Холокоста, которым присвоено почётное звание «Праведник народов мира» израильским Институтом Катастрофы и героизма «Яд ва-Шем».
Такие звания присвоены 10 шведам. Один из самых известных праведников — шведский дипломат Рауль Валленберг.

## Список
| Имя                                                    | Номер  | Год присвоения звания | Место спасения                 | Информация о подвиге |
| ------------------------------------------------------ | ------ | --------------------- | ------------------------------ | --- |
| Пер Ангер швед. Per Anger                              | 1915   | 28 апреля 1981        | Будапешт, Венгрия              | В период работы вторым секретарем шведского посольства в Будапеште в 1944 году снабжал венгерских евреев документами о шведском гражданстве и обеспечивал защиту от депортаций в лагеря смерти вместе с Раулем Валленбергом. |
| Ларс Берг швед. Lars Berg                              | 1915.2 | 13 июля 1982          | Будапешт, Венгрия              | Шведский дипломат, помогал евреям в Будапеште. |
| Карл Иван Даниэльсон швед. Carl Iwan Danielsson        | 1915.1 | 13 июля 1982          | Будапешт, Венгрия              | Шведский дипломат, помогал евреям в Будапеште. |
| Элизабета Хессельблад швед. Elisabetta Hesselblad      | 10333  | 9 августа 2004        | Рим, Италия                    | Настоятельница католического монастыря в Риме, прятала в монастыре евреев во время немецкой оккупации Италии. Некоторые спасённые: - Ванда Сэд                                                                               |
| Элув Кихльгрен швед. Elow Kihlgren                     | 8860   | 19 июля 2001          | Генуя, Италия                  | Консул Швеции в Генуе, помогал итальянским евреям бежать в Швейцарию Некоторые спасённые: - Клара, Дженни, Макс и Мина Стемпель - Клара и Лейзер Энегльман                                                                   |
| Вальдемар и Нина Ланглет швед. Valdemar & Nina Langlet | 101    | 16 февраля 1965       | Будапешт, Венгрия              | Муж и жена, представители Шведского Красного Креста в Будапеште, помогали венгерским евреям. |
| Эрик Миргрен швед. Erik Myrgren                        | 3546   | 11 декабря 1986       | Вильмерсдорф, Берлин, Германия | Пастор, помогал евреям в Германии. |
| Эрик Перве швед. Erik Perwe                            | 10929  | 23 октября 2006       | Берлин, Германия               | Пастор, помогал евреям в Германии. |
| Рауль Валленберг швед. Raoul Wallenberg                | 31     | 26 ноября 1963        | Будапешт, Венгрия              | Шведский дипломат, спас жизни десятков тысяч венгерских евреев. |